# Hartwigshausen
Hartwigshausen ist ein Ortsteil des Marktes Markt Indersdorf, der circa 42 Kilometer nordwestlich von München im oberbayerischen Landkreis Dachau liegt.

## Geschichte
Hartwigshausen erschien erst um 1300 in den Urkunden des Klosters Scheyern als „Hartweigshausen“. Das genannte Kloster besaß zur angegebenen Zeit und fortan bis ins 19. Jahrhundert ein Anwesen, das nur um 1500 einmal Engelhart von Weichs innegehabt haben soll.
Im 15. Jahrhundert wurden die Zehnten, welche Jakob von Kammer (zu Jetzendorf) hier besaß, dem neugestifteten Beneficium zu Jetzendorf überwiesen und dieser Ort hierbei „Hartmannshausen“ genannt. Unter dieser Form erscheint er auch im Jahre 1461, wo der Münchner Bürger Wilbrecht den Zehent, den er bei dem Kalteneckerhofe hatte an Hans Engelbrechtsmüllner verkaufte.
Bis zur Gebietsreform in Bayern gehörte Hartwigshausen zur Gemeinde Ainhofen, seit dem 1. Januar 1972 gehört es zum Markt Indersdorf.

## Anwesen
- Nr. 1: „Bauer“
- Nr. 2: „Milchmann“, „Michimoa“
- Nr. 3: „Schartl“
- Nr. 4: „Webermann“
- Nr. 6: „Spatz“